# 로터스호 사건
로터스호 사건은 프랑스와 터키 사이에 발생한 공해상의 선박충돌 사건이다. 국제법의 유명한 판례로서 국제 형사재판권을 둘러싼 분쟁이다.

## 사실 관계
1926년 8월 2일 프랑스의 우편운반선 로터스(Lotus)호와 터키의 석탄운반선 ‘Boz-Kourt’호가 미틸리니 북부의 공해상에서 충돌하여 8명의 터키 선원들이 사망하였고, 콘스탄티노플에 도착한 ‘Lotus’호의 책임자는 사고 선박 유가족들의 고소로, 곧바로 살인죄로 기소되어 체포되었다. 피고는 재판과정에서 터키 법원이 관할권이 없음에도 불구하고, 이를 위반하여 재판하고 있음을 항변하였고, 터키 법원은 피고에 80일간의 금고와 22파운드의 벌금형을 선고하자 프랑스 법원은 그의 체포에 항의하는 한편, 그의 석방과 프랑스로의 재판관할권 이전을 요구하였고, 이에 터키와 프랑스는 양국 간 특별합의서에 의해, 이 사건을 상설국제사법재판소에 제소하였다.

## 판결
PCIJ는 터키의 행위가 국제법 원칙에 저촉된 것이 없으며, 선박충돌 시 공해상에서 기국의 독점적 선박 관할권은 학설, 관행, 관련 협약 상 일관성이 이루어지지 않았으므로 아직 확고한 국제법상 국제관습이라 할 수 없으며, 프랑스나 터키 양국이 모두 관할권이 있다는 이른바 ‘관할권경합(Concurrent jurisdiction)’의 입장을 취하고 있으므로 터키의 관할권 행사는 국제법원칙에 반하지 않는 한 허용되어야 한다고 판시하였다.

## 같이 보기
- 해양법에 관한 유엔 협약

## 참고 문헌
- P.C.I.J Rep. Series A, No. 10, 1927